# Batalla del Cabo San Vicente (1602)
La batalla del Cabo San Vicente fue un enfrentamiento naval sucedido en 1602 entre la Armada de Indias española, con una enorme carga de oro en las bodegas, y dos escuadras corsarias inglesas. Terminó con las naves ingleses retirándose tras ser rechazadas.

## Trasfondo
En 1602, Luis Fajardo y Chacón, al retornar al mando de la Armada de la Guarda de Indias, dio escolta a la Flota de Tierra Firme a las órdenes de don Francisco del Corral con 8 galeones en total, se encuentra a la altura del Cabo de San Vicente con dos escuadras corsarias inglesas, una al mando de Sir Richard Lewson y la segunda al de William Monson, sumando 20 velas, el lugar era conocido por ellos por ser punto de arribada obligado de las Flotas. 

## Batalla
En el combate, los ingleses perdieron la almiranta, apresada y los españoles un patache de aviso que fue sorprendido; después de un largo enfrentamiento dieron por imposible poder conseguir más, por ello ya muy castigados cazaron viento y se alejaron, los enemigos no eran conocedores que en las bodegas de los buques españoles se transportaban setenta millones de reales, los cuales fueron desembarcados, siendo casi seguro la mayor cantidad transportada en un solo viaje. 
El patache al mando de don Pedro de Vargas Salazar al no interesarles fue puesto en libertad tres días más tarde, regresando a la bahía de Cádiz.